# Marcel Landers
Marcel Landers (ur. 24 sierpnia 1984 w Oberhausen) – niemiecki piłkarz, pomocnik Rot-Weiß Oberhausen.

## Kariera klubowa
Landers urodził się w Oberhausen, gdzie w 1987 r. rozpoczął treningi w lokalnym klubie RW Oberhausen. W juniorskim klubie grał do 2005 r., kiedy to przeszedł do zawodowego zespołu z Oberhausen. W klubie był do 2011 r., wywalczając w tym okresie awans do 2. bundesligi i utrzymanie się w nim kilka sezonów. W 2011 r. przeszedł do Wuppertaler SV, w którym rozegrał do 2013 r. 51 spotkań, 8 razy strzelając bramkę. W 2013 r. powrócił do Oberhausen, gdzie gra na pozycji prawego pomocnika.